# Polycyclic Aromatic Compounds
Polycyclic Aromatic Compounds è una rivista accademica che si occupa della chimica dei composti policiclici aromatici. Nel 2014 il fattore d'impatto della rivista era di 0,76.